# Lisa Arturo
Lisa Arturo es una actriz estadounidense, reconocida por su interpretación de Amber en la película de comedia adolescente estadounidense American Pie 2.
Arturo ha aparecido en series de televisión como Walker, Texas Ranger, Charmed y Nip/Tuck. En la película American Pie 2 (2001) interpretó el papel de Amber. En el thriller dramático Stripped Down (2006) interpretó el papel de Cara. Al año siguiente interpretó el papel de Thea en el drama criminal Machine.

## Filmografía

### Cine y televisión
- 1994: Bullets Over Broadway
- 1998: Border to Border
- 1999: Running Red
- 2000: Walker, Texas Ranger (1 episodio)
- 2001: American Pie 2
- 2004: Back by Midnight
- 2004: The Last Run
- 2005: Charmed (1 episodio)
- 2006: Stripped Down
- 2007: Machine
- 2007: Nip/Tuck (1 episodio)
- 2010: Criminal Minds (1 episodio)
- 2011: 90210 (1 episodio)
- 2012: Incredible Crew (1 episodio)
- 2015: Inbetween (2 episodios)
- 2015: Instant Mom (1 episodio)
- 2015: Babysitter's Black Book
- 2016: Bones (1 episodio)